# Feklichevite
La feklichevite è un minerale appartenente al gruppo dell'eudialite.

## Etimologia
Il nome è in onore del mineralogista e cristallografo russo Vladimir Georgevich Feklichev (1933-1999).